# Bazilika Notre-Dame (Montréal)
Bazilika Notre-Dame (francouzsky: Basilique Notre-Dame) je římskokatolický kostel v kanadském městě Montréal v provincii Québec. Je to basilica minor (povýšil ji Jan Pavel II. roku 1982). Nachází se na rohu ulice Saint Sulpice a náměstí Place d'Armes. Stavba začala roku 1823 a skončila v roce 1865. Chrám byl vysvěcen roku 1829. Architektem byl James O'Donnell. Ten je také jako jediný pohřben ve zdejší kryptě (což bylo možné díky tomu, že na smrtelné posteli konvertoval ke katolicismu; původně byl anglikán). Chrám je považován za mistrovské dílo novogotické architektury.

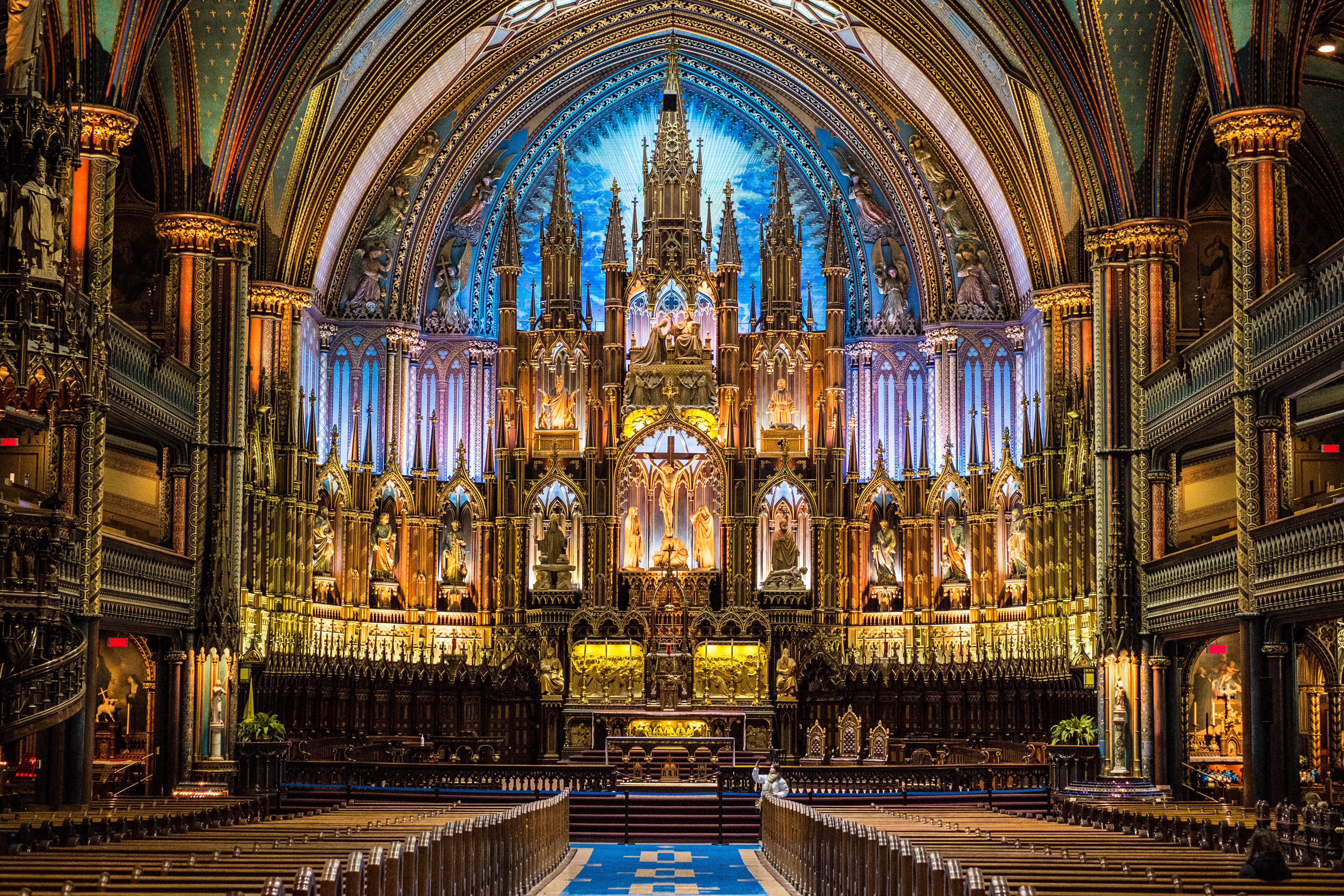
Oltář

Zvláště vnitřní výzdoba bývá obdivována turisty: klenby jsou nabarveny tmavě modře a zdobeny zlatými hvězdami. Bazilika je zdobená též stovkami dřevěných řezeb a soch. Vitrážová okna nezobrazují biblické scény, ale spíše výjevy z náboženské historie Montréalu, což je značně neobvyklé. Autorem vnitřní výzdoby byl architekt François Baillairgé. Varhany Casavant Frères z roku 1891 mají 7000 píšťal. Roku 1888 byla ke kostelu přistavěna kaple (v roce 1978 byla zničena žhářstvím, ale byla obnovena). Obě věže mají zvony, v Západní věži (La Persévérance) je to zvon přezdívaný Jean-Baptiste, odlitý v Eagle Foundry Johna Doda Warda v roce 1848. Jean-Baptiste váží 10 900 kg a zvoní pouze při zvláštních příležitostech. Ve Východní věži (La Temperance) je umístěna desetizvonová zvonkohra ze stejné slévárny.
Po dokončení byl kostel největší v Severní Americe a zůstal jím více než padesát let. Baziliku navštíví každý rok přibližně 11 milionů lidí, což z ní činí jednu z nejnavštěvovanějších památek v Severní Americe. Pohřeb měl v katedrále hokejista Maurice Richard nebo premiéři Pierre Trudeau a Brian Mulroney.